# San José Iturbide
San José Iturbide es una ciudad del municipio homónimo de San José Iturbide, ubicada al noreste del estado mexicano de Guanajuato. Su nombre hace referencia a José de Nazaret, santo patrono de la ciudad, y al primer emperador de México, Agustín de Iturbide.

## Historia
La iglesia, fundada el 5 de febrero de 1754 en la congregación de “Casas Viejas”, ubicada en la falda occidental de una pequeña colina conocida como “Loma de Pájaro”, perteneciente a la hacienda de El Capulín, San José Iturbide se erige hoy, como uno de los principales municipios con mayor potencial y desarrollo turístico y económico del estado.
Es precisamente en esa fecha cuando por instancias del Arzobispo de México, Manuel Rubio y Salinas, y ante la anuencia del virrey Juan Francisco de Güemes y Horcasitas, se determina construir un templo en ese lugar, ante la falta de consuelo espiritual que prevalecía en el numeroso vecindario. No obstante, es hasta septiembre de 1763 cuando se logra edificar la primitiva iglesia, que después de un siglo tuvo que ser derribada para dar lugar al actual templo parroquial, orgullo arquitectónico, sin duda, del municipio. Por su majestuosidad y belleza, la parroquia de San José sobresale como el sitio de mayor interés visual, ya que figura como una de las construcciones religiosas más imponentes del país, al tratarse de un atractivo clasicista de la segunda mitad del siglo XIX en el que destaca el señorial vestíbulo con columnas cuyos capiteles corintios evocan a los de la basílica de San Pedro de la Ciudad del Vaticano. Su principal promotor fue el padre Antonio Plaza, de quien delegó el diseño al renombrado arquitecto Ramón Rodríguez Arangoiti, quien entre sus obras destacan el proyecto de la Catedral de Toluca, el Palacio de gobierno de Toluca y la Remodelación del Castillo de Chapultepec. La edificación de ésta magnífica obra representativa del arte neoclásico se realizó oficialmente de 1866 a 1995.
El movimiento revolucionario de 1910 tampoco pasó desapercibido en San José, pues en 1915 la plaza es escenario de un cruento combate entre carrancistas y villistas. Ese mismo año la población es azotada por una epidemia de tifus, causando hambruna y desesperación; y por si fuera poco, en 1918, una epidemia de gripe española ataca a los sobrevivientes de la tragedia de la década, lapso en el que muere el 80 por ciento de la gente. Los años post revolucionarios no fueron mejores para el entonces abandonado pueblo, ya que en 1926 y 1939 se registraron continuos levantamientos sociales. En 1927 la rebelión cristera llega a San José encabezada por Fortino Sánchez, quien a su paso quema el palacio municipal y el archivo. En el lapso de 1940 a 1960 la vida en San José Iturbide transcurrió como en somnoliento letargo, toda vez que se reduce a su mínima expresión el quehacer político, económico y social.
Dada su ubicación geográfica, San José Iturbide figura ya a nivel estatal y nacional como uno de los principales parques industriales en desarrollo, sin olvidar el potencial turístico que existe alrededor del municipio conocido ya como “La puerta del Noreste”, de donde los visitantes se pueden trasladar a maravillosos recorridos turísticos y culturales por la comarca, participar en las celebraciones de solsticios y equinoccios, así como por los inexplorados lugares del Pueblo Fantasma y valle de las esferas mágicas, el jardín botánico de las cactáceas gigantes, de los municipios de Tierra Blanca, Victoria, Santa Catarina y San Luis de la Paz, y la propia cabecera municipal con el Eco-Parque Gotcha San José, que está para vivir la aventura del gato  con el combate simulado con balas de pintura, además renta de caballos, cuatrimotos, bici de montaña y muchos más.

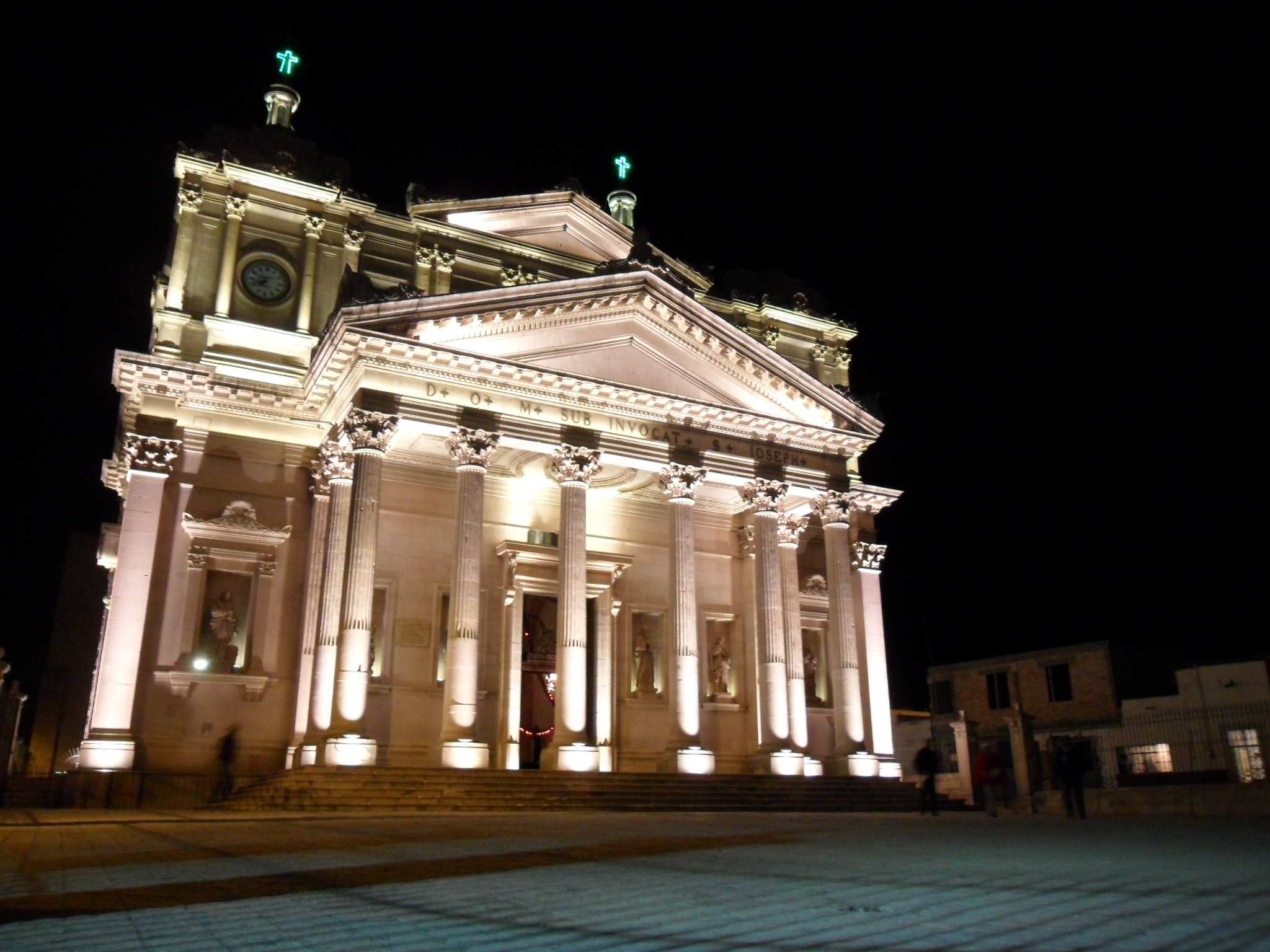
Parroquia de San José de Noche.

## Gobierno y política
San José Iturbide es uno de los  46 Municipios Libres pertenecientes al Estado de Guanajuato, cuya Constitución Política establece que:
"ARTÍCULO 106. El Municipio Libre, base de la división territorial del Estado y de su organización política y administrativa, es una Institución de carácter público, constituida por una comunidad de personas, establecida en un territorio delimitado, con personalidad jurídica y patrimonio propio, autónomo en su Gobierno Interior y libre en la administración de su Hacienda."
"ARTÍCULO 107. Los Municipios serán gobernados por un Ayuntamiento. La competencia de los Ayuntamientos se ejercerá en forma exclusiva y no habrá ninguna autoridad intermedia entre los Ayuntamientos y el Gobierno del Estado."

## Jefes políticos y presidentes municipales (1810 - 2020)
5 de febrero de 1754 -8 de octubre de 1849
1810. Manuel Navas de Chávez. Subdelegado (San Luis de la Paz).
1821. Juan José Gómez. Primer Presidente Municipal. 
9 de agosto de 1849 - 8 de agosto de 1928
Junio de 1850 - Diciembre de 1851. Francisco Martínez de Lejarza. Jefe Político. (Departamento Sierra Gorda)
1852. Antonio Acevedo. Jefe Político. (Departamento de Sierra Gorda).
1862-1864. General Miguel María Echegaray. Jefe Militar.
1867. José María Ramírez. Jefe Político.
1867. Vicente Pérez. Prefecto de San José Iturbide por el Imperio de Maximiliano. Renuncia.
1868. Rafael Arcaute. Alcalde del Partido.
10 de febrero de 1868.  Vicente Pérez. Electo Alcalde pero no ejerce el cargo por ausencia.
1871. Corl. Adolfo Unda. Jefe Político.
1873-1874. Manuel Unzaga. Jefe Político. (Pariente de Ignacio Allende Unzaga).
1875. Vicente Quintanilla. Jefe Político.
1879. Manuel Arizmendi. Jefe Político.
1961-1963. Arnulfo Montes. Presidente Municipal.
1980-1982. Roberto de la Vega. Presidente Municipal.
1986-1988. Salvador Garfias Loyola. Presidente Municipal.
1998-2000. Dr. Victor Arnulfo Montes de la Vega. Presidente Municipal. 
2012-2015. Filiberto López Plaza. Presidente Municipal.
2015-2018. César Rodríguez Zarazúa. Presidente Municipal. 
2018-2021. Genaro Martín Zuñiga Soto. Presidente Municipal
2021-2024 Cindy Abril Arvizu Hernández. Actual Presidente Municipal

## Geografía
La cabecera municipal tiene las siguientes coordenadas geográficas: al norte 21° 07´, al sur 20° 53´ de latitud norte; al este 100° 14´; al oeste 100° 32´ de longitud oeste. Colinda al norte con San Luis de la Paz y Doctor Mora; al este con Tierra Blanca y Querétaro; al sur con Querétaro y San Miguel de Allende. La altura sobre el nivel del mar de San José Iturbide es de 2,100 metros.
Representa el 1.76 % de la superficie total del estado, o sea 534.11 kilómetros cuadrados.

### Clima
La temperatura promedio es de 17.2 °C, la mínima es de 12.5 °C; la máxima es de 23.4 °C. La precipitación total promedio (1970-1995) es de 584 milímetros.
En el año 1978 se tuvo una nevada y treinta y dos años después el 15 de enero del 2010 volvió a nevar. Y el 10 de marzo del 2016 ha nevado nuevamente. Eventualmente las temperaturas suelen bajar hasta 1 o 2 grados centígrados bajo cero cuando se acerca el 29 de septiembre, día de San Miguel, donde normalmente se espera la primera helada, la segunda se da el 4 de octubre, día de San Francisco, y suelen llamarse heladas negras o heladas blancas según lo intenso en cuanto a bajas temperaturas.
El 19 de marzo de 2016 se tuvo la peor nevada de los últimos años registrándose 10 cm de nieve.

### Orografía
La parte sur del municipio tiene una gran cantidad de cerros, entre los que se localiza La Mesa, El Sordo, El cerro de la Alameda, Cerro Alto, Cerro Grande, El Pelón, El Chichihuitillo, Mesa de la Garrapata y Las Medias. La altura promedio de estas elevaciones es de 2 400 m.s.n.m

### Hidrografía
En la parte norte del municipio se encuentran los arroyos El salitre y La Canela, que alimentan la presa El Carrizal, ubicada en el municipio de Doctor Mora y cuyas aguas benefician a San José Iturbide. Existen varios depósitos de agua en forma de pequeñas presas o jagüeyes como son el Capulín, El Carbajal, El Refugio, Santa Anita, Ojo de Diego y El Pájaro. Hacia el sur del municipio se encuentran varias corrientes como Las adjuntas, Rancho Viejo y Alto; además existe la presa El Joyero, que se surte de los arroyos El Joyero y Piedras de Amolar.

### Flora
La flora del municipio está constituida por especies forrajeras como el zacatón, falsa grama, triguillo, gramilla, popotillo plateado y lobero. Además se cuenta con otras especies, como nopal (Opuntia ficus-indica) y otras especies, huizache (Acacia schaffneri), mezquite (Prosopis juliflora), maguey verde (Agave atrovirens) y otras especies, granjeno, ocotillo, palma china, órgano, sangre de dragón, garambullo, capulín y cayotillo entre otros. Existe también una buena cantidad de plantas consideradas como medicinales, entre ellas el castinguiní (Zaluzania augusta), el marrubio (Marrubium vulgare), Leonora (Leonotis nepetifolia), acedera (Rumex acetosa), Aceitilla (Bidens pilosa), Achicoria (Chichorium intybus), Alicante (Kalanchoe tubiflora),Altamisa (Chrysanthemum parthenium), Amapola de california (Eschsoltzia californica), Anisillo (Tagetes micrantha), Árnica (Heteroteca inuloides), Azucena (Lilium candidum),Cardo mariano (Silybum marianum), Cedro (Cupressus Sempervirens), Cedrón (Aloysia citriodora), Chaya (Cnidoscolus aconitifolius), Cherimoya (Annona Cherimola), Chicalote (Argemone gracilenta), Cinco llagas (Tagetes lunulata), Ciprés (Cupressus sempervirens), Diente de león (Taraxacum officinale), Encino (Quercus Spp.),Engordacabra (Dalea bicolor), Epazote (Chenopodium o Teloxys ambrosioides), Epazote de zorrillo (Dysphania graveolens), Estafiate (Artemisa ludoviciana subsp. mexicana), Eucalipto (Eucalyptus globulus labill), Fresno (Fraxinus Papillosa), Girasol (Helianthus annuus), Gordolobo (Verbascum thapsus gnaphalium Spp), Granada (Punica Granatum), Helecho común (Asplenium castaneum), Hierba del Golpe  (Gaura Coccinea), Hierba del perro (Buddleja scordioides), Higuera (Ficus carica), Higuerilla (Ricinus communis),  Lampote (Tithonia tubifomis), Lentejilla (Lepidium virginicum), Malva (Malva sylvestris), Maravilla (Mirabilis jalapa), Muérdago (Viscum Album), Ojo de pollo (Sanvitalia procumbens),Oreja de Ratón (Dichondra Sericea), Peistó (Brickellia Veronicifolia),  Pingüica (Arctostaphylos pungens), Pirul (Schinus Molle), Romero (Salvia rosmarinus), Ruda (Ruta Chalapensis / graveolens), Sábila (Aloe vera), Sangre de grado (Jatropha dioica sessiflora),Sauz (Salix spp.), Siempreviva (Sedum praealtum), Tabaco Cimarrón (Nicotiana glauca), Tepozán (Buddleja americana),  Uña de Gato (Uncaria tomentosa), VaporuM (Plectanthus oloroso), Vara del Sr. San José (Sphaeralcea angustifolia),  Varaduz (Eysenhardtia polystachya), Verdolaga (Portulaca oleracea), Zapote Blanco (Casimiroa edulis llave), etc.

### Fauna
La fauna está representada por especies como el conejo, coyote, tejón, ardilla, serpiente de cascabel,águilas y tlacuache, también podemos encontrar zorrillo, correcaminos, patos y tortugas, estás últimas en bordos o en cerros, especialmente en época de lluvias y en las partes altas venado de cola blanca.

## Clasificación y uso del Suelo
En el municipio existen dos tipos de suelo, phélico y litosoles. Los primeros son fértiles, color pardo, de textura media, con 15 a 40 centímetros de profundidad, con una sola capa u horizonte hasta la roca y que pueden presentarse en dos modalidades: únicos con una capa de acumulación de arcilla con el subsuelo, o hápicos con una sola capa obscura suave de arcilla. Los litosoles se caracterizan por tener menos de 10 centímetros de profundidad, lo que los inutiliza para labores agrícolas. Respecto al uso de la tierra, el 29.2 % es de temporal, 15.2 % de agostadero, 8.6 % de riego y 47 % corresponde a otros usos.

## Agricultura
No es la principal actividad económica del municipio, sin embargo, siguen manteniendo cierta importancia los siguientes productos: maíz grano, Alfalfa, frijol, brócoli, maíz forrajero y avena forrajera.

## Ganadería
Esencialmente es vacuno, porcino, bovino y avícola, pero no es a gran escala. Existen algunas granjas porcícolas y avícolas. Son las de mayor producción. Pero se caracteriza más por ser una producción doméstica. Es decir, en su mayoría es para consumo personal.

## Artesanías
San José Iturbide también es conocido por la ropa de punto y tejidos, inclusive el tejido, principalmente del acrilán, es de las principales actividades adoptadas desde hace muchos años por las familias iturbidenses. Lo más bonito de la región.

## Turismo

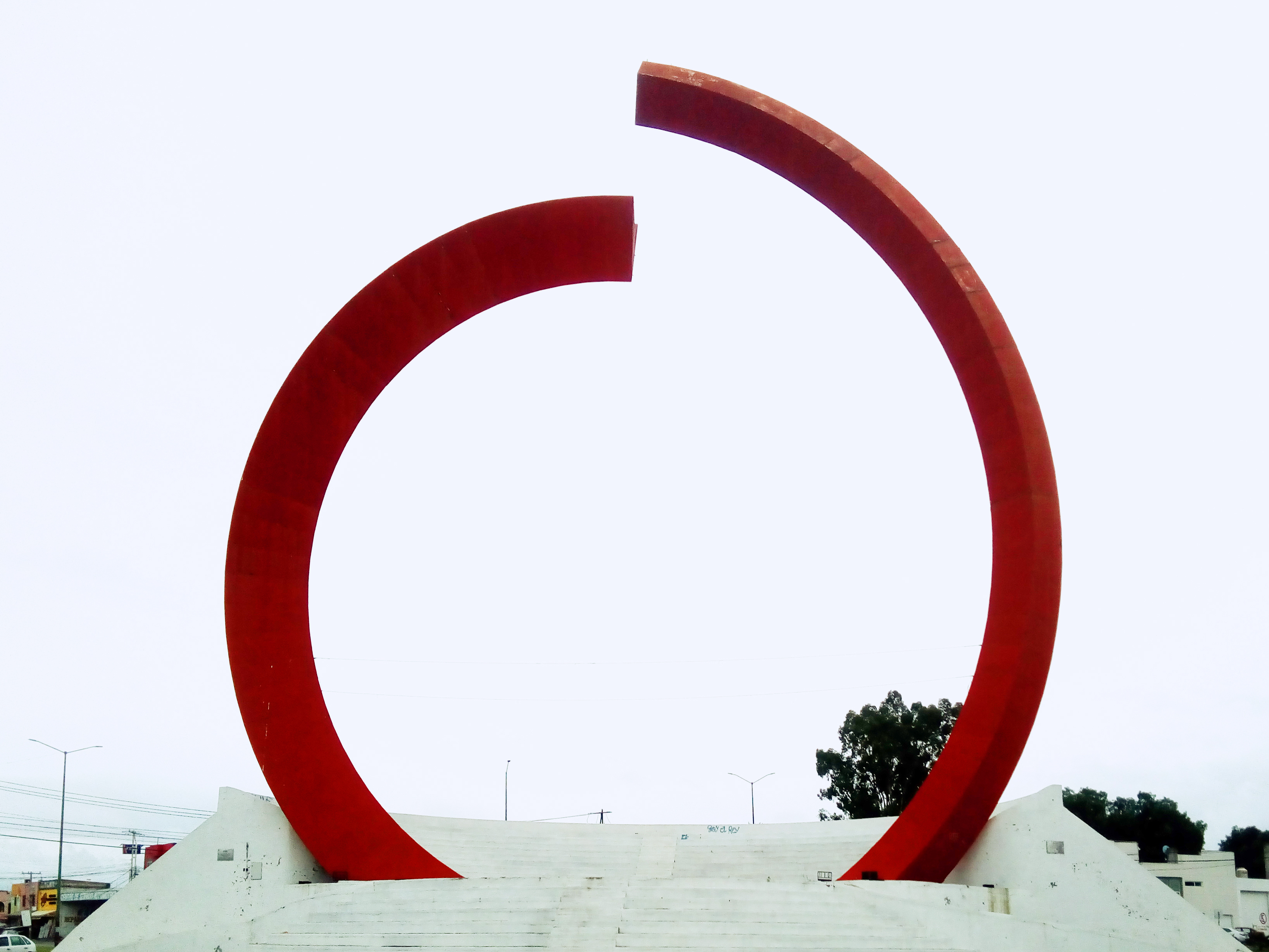
Glorieta Monumento al Bicentenario (2010).

Cabe mencionar que en el municipio hay un sinfín de atractivos turísticos y actividades a realizar para el disfrute de los visitantes, tales como vuelo en globo aerostático, vuelo ultraligero y recorridos a vestigios arquitectónicos y pueblos aledaños que van desde pueblos fantasmas hasta descenso a minas cercanas.
Para el turista que ha visitado este lugar es agradable escuchar las leyendas de la región; en breves palabras, la siguiente es la más conocida, la Leyenda del Señor del Santo Entierro: Cuentan que hace muchos años por las polvorientas calles de los viejos pueblos de Guanajuato, transitaba una persona con una mula, cargando esta una caja de madera grande. Esta persona, un señor viejo y cansado, pedía posada cuando se le hacía tarde o de noche, y algunas veces con suerte sólo conseguía comida, temerosa la gente a la que encontraba de que les fuera a hacer daño. Después de mucho caminar con su mula y su caja llegó a un lugar que con el tiempo se llamaría San José Iturbide. El hombre con sed, hambre y sueño tocó a la puerta de la iglesia del pueblo, abriéndosele las puertas. Le dijo al portero --Señor tengo hambre y estoy cansado de tanto viajar, permítame de favor pasar aquí esta noche y descansar.-- El portero, no sabiendo qué hacer, fue con el cura del pueblo y le contó lo del visitante.  El padre le dijo que no había problema, que podía quedarse en la iglesia unos días, y mandó que lo acomodaran en una habitación en el patio de la iglesia donde podía también descansar la mula. Esta persona tuvo la suerte de llegar a un lugar donde la gente fuera buena y hospitalaria y estaba muy agradecida. Cierto día el visitante partió del pueblo sin despedirse. Días después el cura mandó limpiar la habitación y se dio cuenta de que aquella persona había dejado la caja de madera que cargaba la mula. El cura pensó --Probablemente la olvidó y regresará por ella.-- Y la dejó ahí. Ahí estuvo durante mucho tiempo hasta que el cura decidió abrirla, con la sorpresa de encontrar dentro a un Cristo, el Señor del Santo Entierro, el cual aquel visitante había dejado como regalo por su bondad a la gente de este lugar, quienes lo siguen venerando en la iglesia del pueblo.
También podrás visitar el primer antropodario de México y uno de los pocos que existen a nivel mundial, cuenta además de los artrópodos, con reptiles, mamíferos, aves y un vivarium. Encontrarás interesantes explicaciones sobre las características de cada especie, lo que hará de esta visita una experiencia inolvidable.

## Hermanamientos
- Pharr (Texas), Texas:[6][7]